# Mesabi
Mesabi pasmo wzniesień w Ameryce Północnej nad północno-zachodnim brzegiem Jeziora Górnego, na pograniczu USA i Kanady. Wysokość do 770 m n.p.m.
Te niewysokie góry są miejscem eksploatacji bogatych złóż rud żelaza. Surowiec ten jest następnie przewożony przez port w Duluth i Drogę Wodną Świętego Wawrzyńca do hut na wschodnim wybrzeżu.